# Melsted
Melsted er en bebyggelse umiddelbart sydøst for Gudhjem på det nordøstlige Bornholm.
Oprindelsen er et mindre samfund af fiskere, omkring det naturgivne fiskerleje ved de tre skær, Guleklippe, Sorteskær og Guleskær.
Mellem havnen og Melsted Badehotel findes der en badestrand kaldet Melsted strand.